# Fiesta de las Candelas (Cuéllar)
La Fiesta de las Candelas es una manifestación cultural de carácter religioso que se lleva a cabo anualmente en la villa castellano y leonesa de Cuéllar (Segovia) Españay en Palencia (Palencia), España, el día de 2 de febrero en honor de la Virgen de las Candelas. 
La imagen mariana se custodia en la iglesia de San Andrés, en una pequeña capilla dedicada a ella, sede canónica de la Cofradía de la Virgen de las Candelas, por lo que ha sido adoptada como una fiesta del barrio de San Andrés.
Las primeras noticias documentales de la celebración datan de principios del siglo XX, aunque la fiesta es anterior. Celebrada por la iglesia católica, su significado refiere a la Presentación de Jesús en el Templo y a la Purificación de la Virgen María. Los festejos se centran básicamente en celebraciones religiosas, existiendo una procesión con la imagen por el barrio, novena y misa mayor.